# Sebastian Starke Hedlund
Björn Sebastian Starke Hedlund (* 5. April 1995 in Stockholm) ist ein schwedischer Fußballspieler, der als Innenverteidiger eingesetzt wird. Er spielt derzeit für Östers IF in der zweithöchsten schwedischen Spielklasse, der Superettan.

## Vereinskarriere

### Anfänge in Schweden
Starke Hedlund begann 2000 mit dem Fußball bei Älvsjö AIK, einem Fußballverein aus dem Süden Stockholms. Dort blieb er insgesamt neun Jahre. 2009 wechselte er zum IF Brommapojkarna. Dort kam er auch im defensiven Mittelfeld zum Einsatz. 2011 feierte er mit der U-16 die schwedische Meisterschaft. Während dieser Zeit befand er sich häufiger im Probetraining beim FC Schalke 04.

### FC Schalke 04
Zur Saison 2012/13 stand Starke Hedlund im Kader der U-19 vom FC Schalke 04. Dort avancierte er zum Leistungsträger in der Innenverteidigung und machte 25 Spiele, wobei ihm drei Torvorlagen glückten. Am Ende wurde die Mannschaft Meister der Staffel West und gewann den Westfalenpokal für die U-19. In der Meisterschaftsendrunde kam er nur zu einem Spiel, da er im Hinspiel gegen den VfL Wolfsburg die Rote Karte sah und für das Rückspiel gesperrt war. Die Mannschaft schied in der 1. Runde aus. In der folgenden Saison trat die Mannschaft in der UEFA Youth League an. Dort absolvierte Starke Hedlund neun Spiele; ihm gelang ein Tor. Die Mannschaft scheiterte erst im Halbfinale gegen den späteren Titelgewinner FC Barcelona. In 24 Spielen in der Staffel West konnte er fünf Tore erzielen und erneut drei weitere Tore vorbereiten. Am Ende holte er mit seiner Mannschaft erneut das Double aus Meisterschaft Staffel West und Westfalenpokal. In der Endrunde schied man erneut in der 1. Runde aus, diesmal gegen TSG 1899 Hoffenheim. Im DFB-Junioren-Vereinspokal-Finale unterlag man dem SC Freiburg nach Elfmeterschießen.
Zur Saison 2014/15 stand Starke Hedlund im Kader der zweiten Mannschaft in der Fußball-Regionalliga West. Mit lediglich acht Einsätzen kam er über die Rolle des Ergänzungsspielers nicht hinaus.

### GAIS Göteborg
Im Sommer 2015 unterschrieb er einen bis zum Jahresende gültigen Vertrag bei GAIS Göteborg. Mit dem Verein trat er in der Superettan an, der zweithöchsten schwedischen Spielklasse im Fußball. Sein Profidebüt feierte er am 18. Juli 2015 im Spiel gegen den AFC United. Beim 2:0-Auswärtssieg spielte Starke Hedlund das komplette Spiel in der Innenverteidigung. Daraufhin avancierte er zum Stammspieler und stand in den folgenden Spielen stets in der Startaufstellung. Nach 15 Spielen in der Liga und einer Partie im Svenska Cupen verließ er Göteborg und wechselte zum Erstligisten Kalmar FF.

### Kalmar FF
Seit Januar 2016 läuft Starke Hedlund für den Kalmar FF in der Fotbollsallsvenskan auf. In seiner ersten Saison kam er auf 13 Einsätze in der Profimannschaft, dazu kommen zwei Einsätze in der U21. Durch starke Leistungen in seiner ersten Saison, konnte er sich zurück in den Kader der U-21-Nationalmannschaft kämpfen und wurde für den Olympiakader berufen, der Schweden 2016 in Brasilien vertrat.

### Weitere Karriere in Skandinavien
Am 15. März 2017 wurde der Leihwechsel nach Varbergs BoIS bekannt gegeben, wo er bis zum 16. Juli 2017 blieb. Ende März 2018 erfolgte der Wechsel als Leihspieler nach Norwegen zum Mjøndalen IF. Nach Rückkehr im Juli desselben Jahres nach Kalmar FF, erfolgte der endgültige Wechsel nach Island zu Valur Reykjavík. Bei den Isländern blieb er bis 2023. Am 8. Januar 2023 schloss er sich Östers IF an.

## Nationalmannschaft
Starke Hedlund spielte bereits für die U-17, U-18, U-19 und die U-21 von Schweden. Für die U-21-Fußball-Europameisterschaft 2015 in Tschechien wurde er kurz vor Turnierbeginn aus dem Kader gestrichen. Starke Hedlund war Teil des schwedischen Kaders bei den Olympischen Sommerspielen 2016 in Brasilien, kam aber zu keinem Einsatz.

## Erfolge
- Schwedischer Meister (U-16): 2011
- Westdeutscher Meister (U-19): 2013, 2014
- Westfalenpokalsieger (U-19): 2013, 2014
- DFB-Junioren-Vereinspokal: Finalist 2013/14